# Partido judicial de Gerona
El Partido judicial de  Gerona es uno de los 49 partidos judiciales en los que se divide la Comunidad Autónoma de Cataluña, siendo el partido judicial n.º 2  de la provincia de Gerona.
El ámbito territorial, que viene regulado por el Real Decreto 529/1983, de 9 de marzo, comprende los municipios de:
Aiguaviva, Bañolas, Bescanó, Bordils, Camós, Campllonch, Canet de Adri, Cassá de la Selva, Celrá, Cerviá de Ter, Cornellá del Terri, Crespiá, Esponellá, Flassá, Fontcoberta, Fornells de la Selva, Gerona, Juyá, Llagostera, Llambillas, Madremaña, Palol de Rebardit, Porqueras, Quart, Salt, San Andrés Salou, San Gregorio, San Juan de Mollet, San Jordi Desvalls, San Julián de Ramis, San Martín de Liémana, San Martivell, San Miguel de Campmajor, Sarriá de Ter, Seriñá, Vilablareix, Viladasens y Vilademuls.